# Mycomya britteni
Mycomya britteni är en tvåvingeart som först beskrevs av Kidd 1955.  Mycomya britteni ingår i släktet Mycomya, och familjen svampmyggor. Arten är reproducerande i Sverige.